# Chuchelská bitka

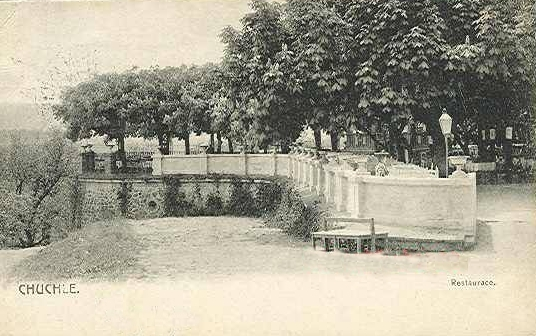
Dějiště bitvy, horní restaurace v Malé Chuchli, kolem roku 1900

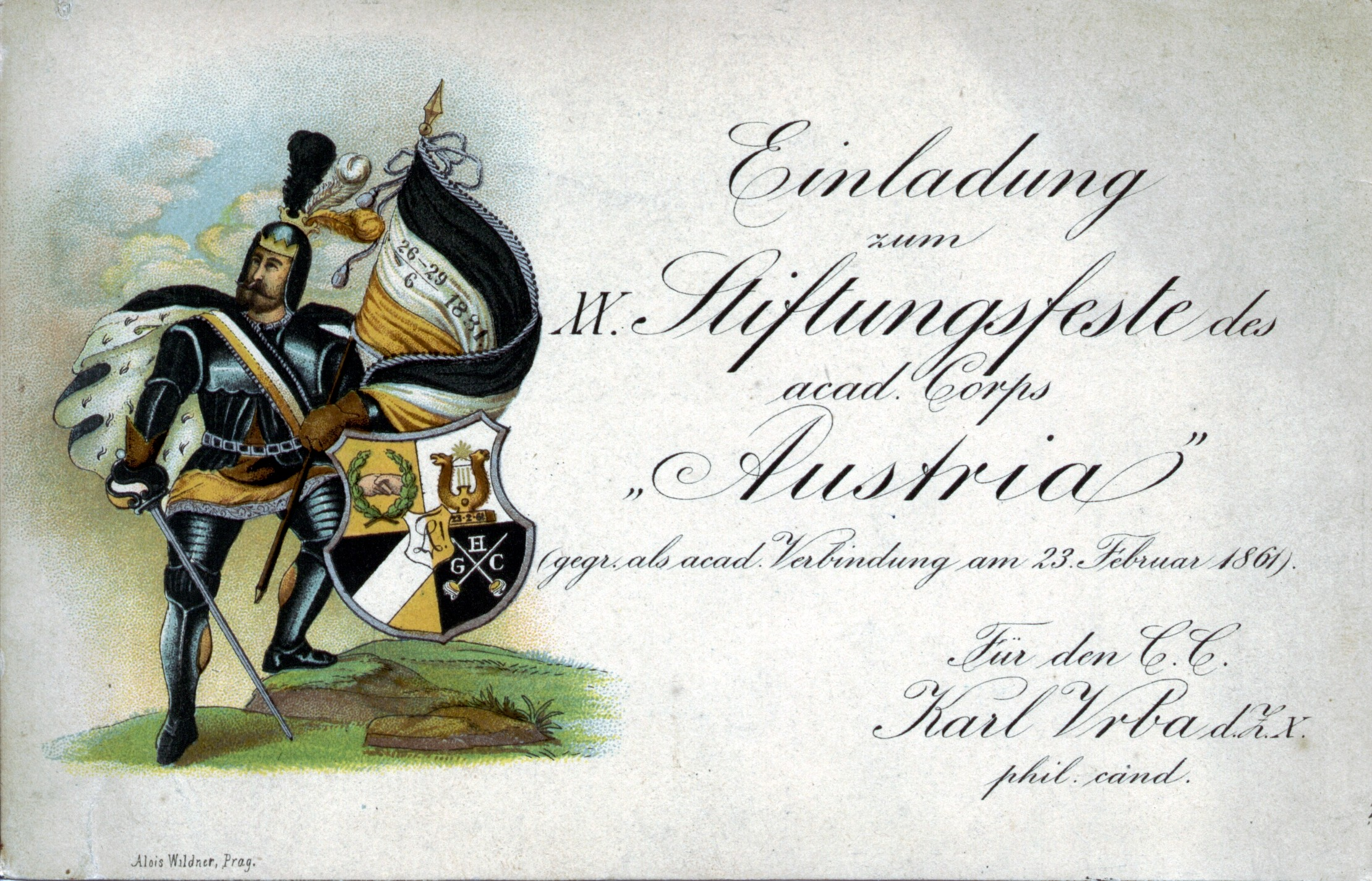
Pozvánka na výroční oslavu Corps Austria

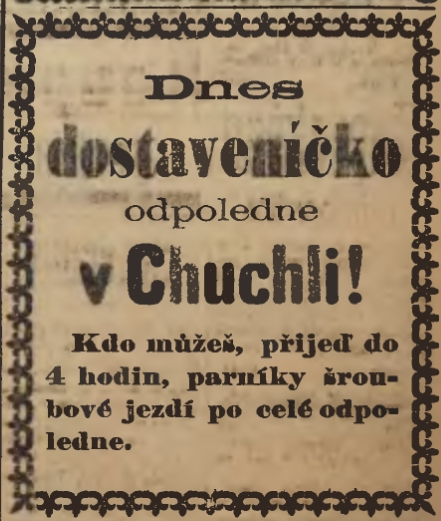
Pozvánka v českých Národních listech

Chuchelská bitva (též Chuchelská bitka, Chuchelská řež, německy Kuchelbader Schlacht) bylo napadení německých studentů českými studenty ve výletní horní restauraci (terasa ve východní části objektu č. p. 42) v Malé Chuchli v úterý 28. června 1881, které souviselo s boji o rozdělení pražské Karlo-Ferdinandovy univerzity (k němuž došlo následujícího roku). Několik německých studentů bylo zraněno.
Egon Erwin Kisch ve své reportáži z roku 1930 nazval tento střet Kuchelbader Schlacht (Chuchelská bitva), což se ujalo jako obvyklé označení.

## Příčiny
Přednášky na Karlo-Ferdinandově univerzitě byly původně v latině, od roku 1763 se začalo přednášet i v němčině, která se postupně stala hlavním vyučovacím jazykem. Po roce 1848 byly v nabídce i ojedinělé české přednášky, zkoušky se ale i nadále konaly jen v němčině. V 60. letech již v Praze převažovalo českojazyčné obyvatelstvo a čeští politici usilovali o dvojjazyčnost univerzity. Rakouská Říšská rada rozhodla 31. května 1881 o rozdělení univerzity na českou a německou část. Toto řešení však jak němečtí, tak čeští studenti odmítli. Němečtí studenti se obávali, že německou část stihne stejný osud jako německou část Polytechnického ústavu rozděleného v roce 1869, která se stala nevýznamnou, zatímco česká polytechnika se zařadila mezi nejvýznamnější inženýrské školy v Habsburské monarchii. Čeští studenti si rozdělení nepřáli, protože od roku 1870 již měli ve škole většinu. V polovině června 1881 národnostní napětí vzrostlo poté, když při volbách do obchodní komory v Praze kvůli volebnímu řádu neměli Češi žádnou šanci na úspěch.

## Průběh
Napětí vyvrcholilo v pondělí 27. června 1881, kdy byly zveřejněny výsledky voleb do obchodní komory, v nichž uspěli němečtí kandidáti, a zároveň tento den začínala výroční slavnost německého studentského svazu Corps Austria (založeného v Praze v únoru 1861), spojená s demonstrativní jízdou městem v uniformách svazu, což čeští studenti považovali za provokaci.
V úterý 28. června na 10. hodinu se členové Corps Austria a jejich příznivci přesunuli parníkem na slavnost do restaurace v Malé Chuchli (Kuchelbad), kde jim hrála pozvaná kapela 36. pěšího regimentu. Souběžně se v Národních listech objevil český inzerát s výzvou: „Dnes dostaveníčko odpoledne v Chuchli! Kdo můžeš, přijeď do 4 hodin, parníky šroubové jezdí po celé odpoledne.“ V reakci na to u vstupu do restaurace preventivně hlídaly stráže s nasazenými bajonety, později byl povolán oddíl četnictva. Po výzvě se celé odpoledne shromažďovalo v Chuchli velké množství českých studentů, kteří se usadili v zahradě, kde zpívali nacionalistické písně (například Hej, Slované, kterou účastník oslavy Josef Neuwirth ve své zprávě nazval „Hrom a peklo“).
Němečtí studenti se snažili si českých studentů nevšímat, avšak čeští studenti začali zpívat rakouskou státní hymnu, při níž se postavili a smekli, a poté nechali německým studentům vzkázat, aby, až zazní opět státní hymna, také povstali. Když byl kapelník pověřen zahrát hymnu podruhé, němečtí studenti ji zazpívali společně s českými a nějakou dobu byl klid. Pak náhle přiletěl z prostoru, kde byli čeští studenti, mezi německé studenty kus dřeva, který nikoho nezranil, současně zazněl k německým studentům výkřik: „Čepice dolů!“, tento požadavek však němečtí studenti nesplnili. Princ Johann zu Thurn-Taxis, přítomný mezi studenty Corpsu, byl opakovaně bouřlivě označován za odpadlíka národa. Na opakované výzvy německých studentů, aby četnictvo zjednalo pořádek, postavil četnický komisař mezi české a německé studenty asi 20 četníků.
Pak zaznělo od českých studentů zvolání: „Němečtí psi, domů!“ a mezi německé studenty přilétla sklenice, kterou byli zraněni hosté JUDr. Heinrich Feitis a host ze svazu „Saxonia“ pan Angeger. Tato první sklenice vyvolala všeobecnou spršku létajících sklenic. Němečtí studenti si chránili hlavy zvednutými židlemi a soustředili se dozadu. Aby se vyhnuli těmto útokům, snažili se pod ochranou četnictva a s židlemi nad hlavami dostat na svůj parník. Přispěchavší hostinský je však donutil nechat židle v hostinci. Za prchajícími studenty a jejich hosty létaly sklenice, lahve i kameny, přičemž byl německý technik pan Lumpe trefen velkým kamenem do hlavy a upadl s těžkým zraněním v bezvědomí na zem. Lékař Dr. Sievert z Greifswald raněného zvedl a odnesl na loď. Německý právník Pick dostal do hlavy ránu velkým klackem, po které také upadl do bezvědomí, ale opět nabyl vědomí poté, co s ním jeden z Čechů zacloumal. Ostatní studenti se zatím chaoticky rozprchli přes železniční a silniční násep a na zalesněné úbočí a málo z nich vyvázlo bez zranění.
Teprve když útoky trochu polevily, odvážili se Němci ze svých úkrytů a pokradmu se dostali na parník, kde Dr. Sievert ošetřoval raněné, zatímco se čekalo na chybějící studenty. Po dvou hodinách došla od jedné z hlídek zpráva, že někteří studenti došli do Radotína a kvůli obavám z dalších útoků se vrátí do Prahy až vlakem druhý den ráno. Parník vyrazil v 11 hodin v noci do Prahy. Při průjezdu pod pražským Podskalským mostem dostal parník další spršku kamenů, jeden člen lodní posádky byl přitom významně zraněn na ruce. Těžce ranění byli v Praze odvezeni do Všeobecné nemocnice. Za fiakrem, který je vezl do nemocnice, běželo asi dvacet českých mladíků. Jeden z nich byl zatčen, když sbíral kameny, aby je házel po vozu.

## Význam a souvislosti
V národnostním napětí Prahy 19. století se jednalo o první plánovitě uskutečněný střet. V přímé reakci na tuto událost skončily diskuse o rozhodnutí z května 1881 a univerzita byla následujícího roku rozdělena.
K události došlo 17 dní po otevření a měsíc a půl před požárem pražského Národního divadla, přičemž existují teorie, které založení požáru požár a ztížení jeho hašení dávají do souvislosti s národnostním napětím.
Historický průvodce Prahou z roku 1929 uvádí, že událost rozvířila veřejnost i mimo Rakousko a že za ni byli „naši lidé“ ještě dlouho persekvováni. Někteří čeští studenti byli za účast na aféře vyloučeni z univerzity a bylo jim znemožněno další akademické působení. Bitka zhoršila vztahy mezi českým a německým obyvatelstvem; například v Hostinném reagovali němečtí obyvatelé na zprávu tak, že začali vykazovat Čechy z hostinců, což vedlo k tomu, že se tam česká menšina semkla a založila svůj první místní spolek, přičemž jeho zahajovací schůzi Němci narušili vniknutím do hostince, v němž česká menšina nacházela útočiště.